# Hélène de Montgeroult
Hélène de Nervo de Montgeroult (Hôtel de Nervo, Lió, 2 de març de 1764- Florència, 20 de maig de 1836) va ser compositora, pedagoga i una de les pianistes més destacades del segle xviii. Va ser professora del Conservatori de París i és considerada pionera de l'escola pianística francesa.

## Biografia

### Orígens i fi de l'Antic Règim
El 2 de març de 1764, Madame de Montgeroult, nascuda com Hélène de Nervo, comtessa de Charnay, va néixer a Lió en una família d'origen noble. L'any 1765 la família es va mudar a París. Hélène de Montgeroult va passar gran part de la seva joventut a París i va rebre ensenyaments dels grans mestres de teclat que hi havia en l'època: Nicolau-Joseph Hüllmandel, compositor i virtuós molt a la moda a dins de l'alta societat parisina i del que va rebre instrucció al voltant de l'any 1776; Jan Ladislav Dussek; i, probablement, Muzio Clementi. Els enseyaments aportats pels tres li van donar a Montgeroult una força i virilitat remarcables, sense alterar la seva elegància natural. Posteriorment, va estudiar també amb Antoine Reicha, amb qui va prendre leccions de contrapunt.
El primer matrimoni de Hélène de Nervo va ser l'any 1784 amb el marquès André Marie Gautier de Montgeroult. L'any 1785 va conèixer el violinista Giovanni Battista Viotti, amb el qual va tenir una estreta relació.

### Revolució francesa i el Regnat del Terror
Els primers anys de la Revolució Francesa, el marquès i la marquesa van viure al Castell de Montgeroult, a la Val-d'Oise. És important destacar el saló de música que tenien, ja que va ser freqüentat per músics com Sales Baillor, Jacques Pierre Joseph Rode, Pierre Baillot, Étienne Nicolas Méhul i Giovanni Battista Viotti. Tot i així, Hélène de Montgeroult mai va fer concerts en sales grans i remunerats, posiblement per la seva posició a dins de l'aristocràcia.
L'any 1791 el matrimoni de Hélène de Nervó i André Marie Gautier de Montgeroult va ser atacat públicament en el Journal de la Court et de la Ville i acusat de simpatitzar amb la causa jacobina. Posteriorment, tots dos van ser detinguts. André, que servia a l'Armada francesa, va ser assassinat, amb 57 anys, el 2 de setembre de 1793 (segons altres fonts va morir a les masmorres de Màntua) i Hélène de Montgeroult va ser empresonada. Afortunadament, es va advertir al jutge que, si executava la imputada, França perdria la més gran de les seves pianistes. Conta una llegenda que aquesta amenaça va moure el president del Tribunal de Salut Pública a fer portar a la sala un clavicèmbal en el qual Montgeroult va fer una interpretació electritzant de La Marsellesa. Es diu que la interpretació va provocar que tots els presents cantessin l'himne, agermanats en una sola veu, i, gràcies a aquest fet, Hélène de Montgeroult es va alliberar de la presó i també de la guillotina.
Posteriorment, Montgeroult va abandonar París i es va retirar a la seva casa de camp. De França va passar a Berlín. En un context turbulent on les classes socials es comencaven a confondre, només hi havia un petit group de famílies privilegiades que ostentaven la marca distintiva de l'aristocràcia. D'aquesta forma sorgeix de forma paral·lela a una generació d'artistes procedents del poble i de la burguesia una altra generació improvisada a dins dels rangs de l'antiga noblesa. Els artistes que perteneixien a aquest sector de la societat, davant l'amenaça de perdre la seva posició social, van intentar mantindre per mitjà del treball, l'estudi, l'escriptura i el talent virtuosístic els valors dels seus títols personals. Madame de Montgeroult perteneixia a una de les moltes famílies que, fugint del Terror, van buscar a l'estranger reconstruir la seva fortuna perduda per mitjà del treball i conservar la brillantor del seu títol nobiliari. La família Charnay es va assentar en Alemanya, mentre que Hüllmandel, que també va haver de fugir del païs, va emigrar cap a Anglaterra. El roialisme ardent de Hüllmandel li va posicionar com a suspect i les seves pertinences van ser confiscades i venudes. Tanmateix, va tornar a París durant el Consultori i gràcies a això va obtindre algunes restitucions.
En Alemanya és conegut un episodi que va tindre lloc abans que Madame de Nervode fos a Berlin. En una petita vila hi havia un organista anomenat Schramm. Desafortunadament, aquest home va morir d'un fort atac de gota i Madame de Nervode es va encarregar per un temps del seu ofici.
Montgeroult va tornar a la seva pàtria l'any 1795 quan, amb la instauració del Directori (l'octubre de 1795), el seu nom va ser esborrat de la llista dels emigrats polítics. El medalló que representa a Hélène de Montgeroult i que és conservat pels seus descendents fou fet molt probablement durant el Directori. Això s'evidencia per la representació de la pianista amb el turbant i la lira. Aquesta predilecció per l'estètica oriental té a veure amb una anècdota que va tindre lloc en una de les festes celebrades al Castell de Montgeroult, on Montgeroult, disfraçada de dama del celeste Imperi, va començar a vendre articles "xinesos" als invitats.
Al 1797 es va tornar a casar amb Charles-Hyacinte His, qui li havia donat un fill dos anys abans i del que es va divorciar al 1802.

### Conservatori de París
Al llarg dels úlitms anys de la dècada de 1790, la pau va tornar a França i amb ella la música a les cases. Els amateurs tocaven qualsevol peça destinada per ells en les petites reunions que tenien lloc a les cases. La música per a teclat va cobrar una gran importància, igual que el virtuosisme. Tot i així, Hélène de Montgeroult tenia idees molt diferents sobre com s'hauria de explotar les possibilitats musicals del piano.
El 3 d'agost de 1795 es funda el Conservatori de París i, aquell mateix any, reclamen Hélène de Montgeroult com a professora de clavicèmbal. A més, serà nomenada professora de primera categoria. És molt inusual trobar una dona, en aquest context, sobretot aristòcrata, en la mateixa categoria que un home i en igualtat salarial. Entre els seus alumnes trobem a Louis-Barthélemy Pradher, Alexandre Pierre François Boêly (qui va obtenir posteriorment en 1802 la plaça de professor al conservatori fins 1827) i Ignaz a Ladurner. Es van incorporar també 13 classes (de 73 que havia) de piano, cant i teoria musical per a dones joves i una altra classe mixta. Pel que fa a les classes de teclat, els primers anys del Conservatori reflecteixen els canvis polítics i socials de l'època. En un primer moment hi havia 6 classes de clavicèmbal però a partir de l'any 1798 els clavicembalistes van ser remplaçats per 10 professors de forte-piano. Entre aquests es trobaven Hyacinthe Jadin, Jean-Louis Adam, Ladurner, François Adrien Boïeldieu i Pradher. La ruptura entre l'instrument que simbolitzava l'Antic Règim i el forte-piano, l'instrument modern d'aquell moment, es consolida.
Hélène de Montgeroult és considerada membre fundadora del Conservatori i pianista, compositora i pedagoga d'influència nacional i internacional. En aquest període, el Conservatori de París va publicar les seves Tre sonate, les quals seran l'op. 1 de Montgeroult, com a prova de l'estima que tenien cap a la professora. Hélène s'atreveix a publicar l'obra sota el seu nom, reclamant així el seu estatus de compositora.
A mitjans de gener de l'any 1798, Hélène de Montgeroult dimiteix del Conservatori de París, per motius de salut, i aquest fet causarà gran pena entre els professors. Montgeroult justifica la seva despedida amb problemes respiratoris deguts a alguna allèrgia que patia. Tanmateix, es plantejen altres teories: que la pianista estava recuperant el seu status social o que volia distanciar-se del Conservatori perquè aquest havia encarregat el Mètode Oficial de la institució al col·lega de Montgeroult, Jean-Louis Adam. Després de deixar la institució, Montgeroult es dedicà intensament a la composició i a les classes particulars. Però, el seu segon matrimoni, amb el comte de Charnay, va suposar una sensible reducció del temps consagrat a la seva activitat professional. Tot i això, se la considera com a pionera de l'escola pianística francesa.
Finalment, es va traslladar amb la seva família a Florència cercant un clima més benigne i va morir en aquesta ciutat el 20 de maig de 1836. Actualment està enterrada a la Basílica de la Santa Creu a Florència.

## Recitals
Hélène de Montgeroult no va fer mai concerts com els que entenem avui dia, és a dir, concerts en un auditori, amb prèvia publicitat anunciant el programa que s'interpretarà, on el públic ha de pagar per a poder assistir-hi. Aquest fet és degut al seu rang social, l'aristocràcia, ja que una de les prohibicions principals en un noble es relacionava amb la feina professional, és a dir, un aristòcrata ja tenia la seva funció social i no havia de treballar. Però això no significava que Montgeroult no pogués tocar per a gent: de fet, sovint organitzava concerts privats i el públic podia ser cap a 150 persones. De fet, la seva casa va arribar a ser considerada ú dels salons musicals més importants de París. Els concerts s'interpretaven als salons, el qual durant els segles xvii i XVIII a França eren centres intel·lectuals, efervescents, de la creativitat.

## Composició
Hélène de Montgeroult va ser contemporània a Mozart, Beethoven i Haydn, compositors a qui Montgeroult admirava i en feia referències. També reivindicarà el llegat de compositors com Händel i Dominico Scarlatti.
Nicolau-Joseph Hüllmandel i Jan Ladislav Dussek, dos dels mestres d'Hélène de Montgeroult, van ser estudiants de Carl Philipp Emmanuel Bach, i de l'italià Clementi, hereu de la tradició alemanya. Així doncs, ambdós van apropar a la compositora el repertori de C.P.E. Bach i el contingut del seu tractat Essay on the True Art of Playing Keyboard Instruments. Possiblement, aquest apropament també la va dur cap a Johann Sebastian Bach, el qual estava una mica oblidat en l'època. Montgeroult farà una simbiosi entre l'estil i llenguatge harmònic de J.S. Bach amb el seu propi.

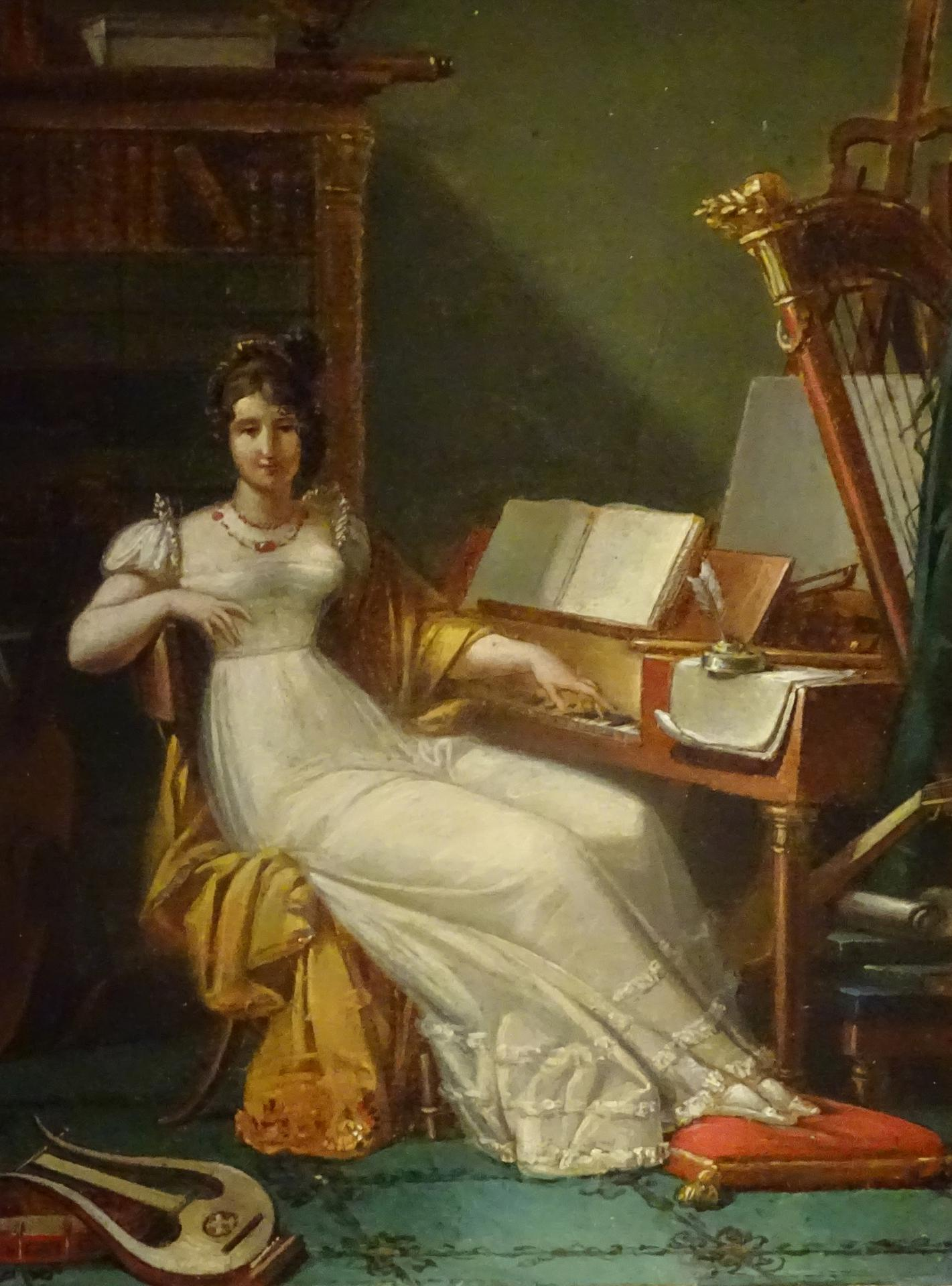
[Anònim] Possible autor: Louis Girod de Vienney, baró de Tremont. Portrait présumé d'Hélène de Montgeroult. Museu de les belles arts de Tours.

El catàleg de composició de Montgeroult està dedicat essencialment al seu instrument, el piano. Per a ell va escriure un gran nombre d'obres, entre les quals destaquen la seva col·lecció de sonates op. 5, a més de les fantasies, fugues i estudis. Algunes de les seves obres van ser equiparades, pel que fa al mètode de composició, als grans músics del seu temps. En determinats moments, Hélène de Montgeroult offereix en les seves obres una orquestració real que no necessita mitjans mecànics. Amés, va establir tota una sèrie de tipologies d'acompanyament que es veuran després al llarg del Romanticisme. Al llarg dels segles XVIII i XIX escriure música per a piano implicava una configuració coral a 4 veus (baix-tenor-contralt-soprano). Sobre aquest esquema, en casos com l'Estudi no. 96, Montgeroult crea unes figures rítmiques que animen les veus intermèdies de tenor i contralt incorporant en elles un acompanyament de notes o acordes repetits, un recurs que va ser utilitzat posteriorment per Mendelssohn, Schumann o Brahms. Tot i això, sembla que Hélène de Montgeroult va deixar de compondre l'any 1812.

A la imatge de la dreta es pot observar un retrat en el que Anne-Noëlle Bouton i Florence Gétreau van identificar a Hélène de Montgeroult. En ell es pot observar la representació de les diferents facetes musicals de la pianista per mitjà de objectes emblemàtics: el piano (probablement un Erard), el manuscrit i la ploma, per exemple, com al·lusió a la faceta de compositora i, sobretot, al fet que Montgeroult era una virtuosa molt apreciada, especialment per les seves improvisacions; per altra banda, l'arpa podria fer referència a algun/alguna dels/de les amics/amigues músics de Montgeroult com Madame de Genlis. Aquesta dona, amés de diversos escrits, va deixar alguns romances amb acompanyament d'arpa i un mètode d'ensenyança per a aquest instrument. El violí, present també al quadre, fa referència a Alexandre Pierre François Boëly i especialment a Viotti, esmentat prèviament. Pel que fa al cello adosat a la biblioteca darrere de la pianista, fa al·lusió a John Crosdill. La lira, present en la part inferior del quadre, apareix també en el medalló de forma simbòlica i té a veure amb l'anticomania tan present en l'època. Aquesta tendència es manifesta també en el motiu en forma de corona de laurel que presenta la part superior de l'arpa en el retrat. El cavallet de fons present al quadre té a veure amb l'any 1784, quan Hélène de Nervó estava casada amb el marquís de Montgeroult. Al llarg dels anys següents, la parella va assistir als salons de Madame de Staël i de la famosa retratista Elisabeth Vigée-Lebrun, qui va acollir al seu apartament de la Rue de Cléry a moltes personalitats del mon artístic i aristocràtic. Així, el llenç sobre cavallet podria sugerir més la relació entre Lebrun i Hélène de Montgeroult que qualsevol habilitat per part de la marquesa per a pintar. Retomant la qüestió de les amistats de Montgeroult, també es troben en el seu cercle Rodolphe Kreutzer, Luigi Cherubini, Ignaz Pleyel i Marie Bigot. L'autor del retrat podria ser Louis-Philippe-Joseph Girod de Vienney de Tremont, amant de Montgeroult. La marquesa va intercanviar correspondència amb el baró entre juliol i novembre de 1808 i en el quadre els accesoris (el globus terrestre, els mapas i la brúixola) recordarien les succesives campanyes que Louis Girod de Vienney va dur a terme en el segon regiment de dracs, entre 1799 i 1801.

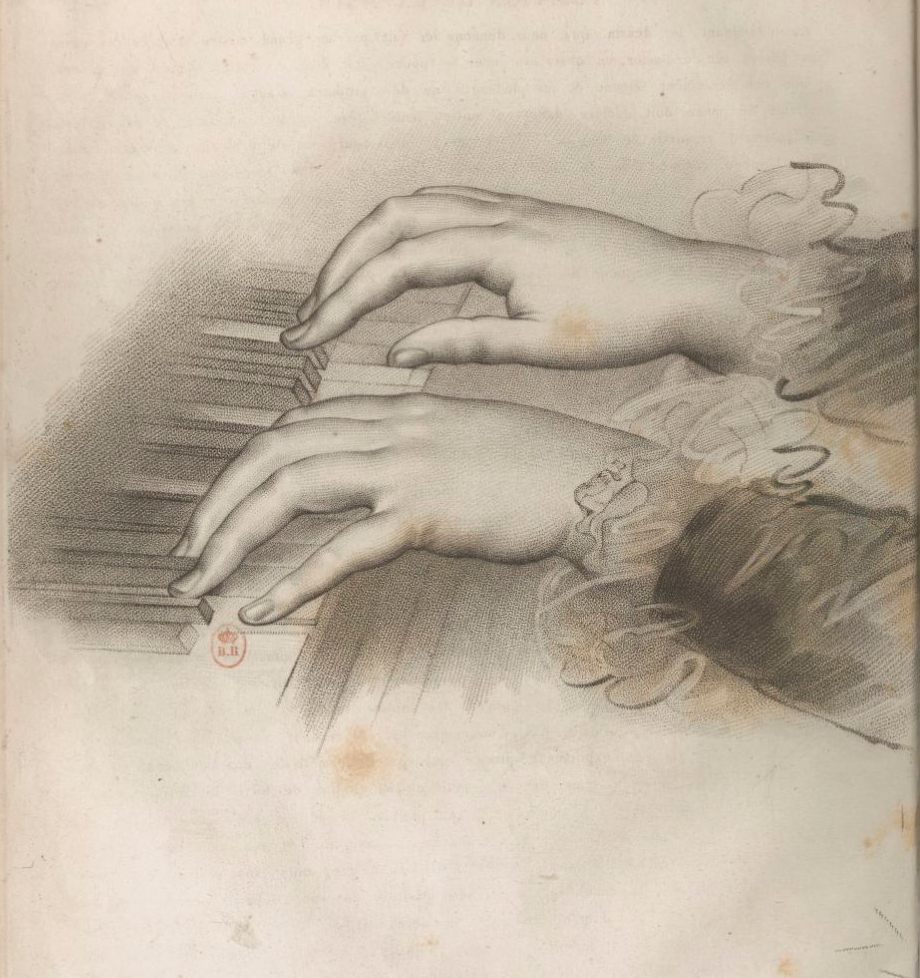
Posició de mans Cours complet pour l'enseignement du forte-piano

### "Cours complet pour l'enseignement du fortepiano"
Moltes melodies de Montgeroult presenten una qualitat molt vocal, tot i que no estan presents en les fantasies, estudis o sonates, sinó en material pedagògic. Aquestes melodies tan vocals es poden trobar en el Cours complet pour l'enseignement du fortepiano (“Curs complet per a l'ensenyament del Forte-Piano”), un llibre d'estudis que va escriure entre 1788 i 1812. En el seu prefaci Montgeroult ja manifesta el seu propósit de fer cantar el piano:"L'art de cantar be al piano no ha de fer concessions al mecanisme singular de l'intèrpret. Mentre que el piano no pot representar tots els accents de la veu, un bon pianista pot imitar una quantitat considerable d'ells; tot i així, altres depenen en el tacte i en l'art de dirigir el so, en un coneixement profund de les flaqueses i punts forts de l'instrument que ú vol fer parlar". Hélène de Montgeroult va començar a redactar el mètode per a piano en tres volums que va rebre el reconeixement dels crítics i especialistes de llavors. El mètode de 711 pàgines inclou 972 exercicis, 114 estudis (a la manera del Gradus ad Parnassum de Clementi contenen tipus variats i combinacions ingenioses per a superar les dificultats d'execució i de ritme que l'autor considera interessant resoldre), i diversos temes, tres fugues i una fantasia. En aquest opus podem observar no només el seu talent pedagògic, sinó també les seves habilitats com a compositora. Segons experts Montgeroult va anticipar moltes de les qualitats que es van desenvolupar al piano al llarg del Romanticisme.
El Cours complet pour l'enseignement du fortepiano, publicat al 1820, ensenya l'estudiant a aprendre des de l'autonomia, sense haver d'estar acompanyat d'un professor, gràcies a la claredat explicativa i a la pedagogia proposada en les instruccions. El currículum permet a l'estudiant madurar des d'un nivell principiant fins a un de més avançat.
Durant el segle xix, Hélène de Montgeroult fou oblidada malgrat haver estat famosa i aclamada durant la seva època. La seva obra, principalment el Cours complet pour l'enseignement du fortepiano, va ser utilitzada sense fer referència al seu nom. Així doncs, pianistes com Sigismund Thalberg van escriure el seu treball pedagògic plagiant el contingut del mètode de Montgeroult.

## Estil interpretatiu
Hélène de Montgeroult és propensa a relacionar el cant amb el piano i sovint exterioritza els sentiments a partir de l'estil bel canto italià. És coneguda per la seva capacitat de fer el piano "parlar bé" des de cada tecla.
Aquest fragment cita parts de la paleta expressiva que pot generar un piano fent relació al cant:
“The right hand, which plays the song part, can be compared to the singer, and the left hand to the accompanying orchestra. Whilst the piano cannot render all of the voice’s accents, a skilful Player can imitate many. At times he presses the key strongly after touching it, so as to prolong its vibration. At times he binds the barely brushed notes, like the great singers do.”
El rubato és molt característic i forma part del vocabulari de Montgeroult. El legato, també molt característic, requereix constant vigilància per part de l'intèrpret, ja que segons quin passatge se'n demanarà d'un tipus o d'un altre. El legato recau en els dits del pianista. 
"[…] play below the hand, avoiding unnecessary movements, gather the fingers, lift and spread them as little as possible."
Montgeroult també parla de la importància de disposar de un bon instrument: 
"A good piano to render the good musical effects is also the best for practice work. Its keys, firm without stiffness, sink deeper the more they are pressed and always give proof of the evenness or unevenness of the touch."
Hélène de Montgeroult estava particularment interessada en el treball del fabricant de pianos francès Sebastià Erard i li encarrega un piano a l'any 1802. Aquest instrument tenia més pedals que un piano modern per a poder canviar el timbre i va possibilitar a Montgeroult expressar-se de la manera que ella volia.
Hélène de Montgeroult no menciona gaire l'ús dels pedals i tan sols en parla en el final del seu estudi Cours complet pour l'enseignement du fortepiano.
Testimonis que van sentir la pianista tocar el piano, expressen que Hélène de Montgeroult feia "cantar les tecles" i que per a ella la transmissió de sentiments era essencial per a la interpretació.

## Obra
- Opus 1 (1795):
- Tres sonates per a fortepiano

- Opus 2 (1800):
- Tres sonates per a fortepiano

- Opus 3 (1804):
- Peça per a fortepiano nº 37

- Opus 4 -perdut- (1804-1807):
- Peces soltes per a piano o fantasies nº 1, 2, 3

- Opus 5 (1804-1807):
- Tres sonates per a fortepiano

- Opus 6 (1807):
- Sis nocturns en paraules de Metastasi amb acompanyament de fortepiano[5]

- Sense Opus:
- 44 estudis de dificultat gradual, 3 variacions de Händel, 1 canon i 3 fugues
- 1 Fantasia i variacions sobre un tema "modern"
- Mètode d'ensenyança progressiu per a fortepiano[cal citació]